# Janina Mazur
Janina Mazur z domu Fortuńska (ur. 21 czerwca 1921 w Warszawie, zm. 2021) – polska obywatelka uhonorowana tytułem Sprawiedliwy wśród Narodów Świata.

## Życiorys
W trakcie okupacji niemieckiej podczas II wojny światowej mieszkała wraz z rodzicami w bezpośrednim sąsiedztwie getta warszawskiego. W momencie zamknięcia getta w 1940, Janina wraz z siostrą i rodzicami udzieliła schronienia oraz niezbędnej pomocy rodzinie Bergierów (Abram Bergier, Łaja Bergier, Czesława Bergier, Zofia Bergier-Loretz z trzyletnim synem Bogdanem oraz Lucjan Bergier), którzy ukrywali się u nich do 1941. Po wojnie Janina poślubiła Lucjana Begiera. 
W 2002 wraz z rodzicami i siostrą została uhonorowana tytułem Sprawiedliwych wśród Narodów Świata, a w 2008 została odznaczona Krzyżem Kawalerskim Orderu Odrodzenia Polski. 
Zmarła w wieku 100 lat w 2021. Została pochowana w Warszawie.